# Ichthyodes sybroides
Ichthyodes sybroides là một loài bọ cánh cứng trong họ Cerambycidae.